# Лютынский, Ян
Ян Люты́нский (пол. Jan Lutyński, 19 октября 1921, Плоцк — 16 апреля 1988, Лодзь) — известный польский социолог, основоположник лодзинской методологической школы, политолог, профессор Лодзинского университета (с 1971 г.) и главный редактор старейшего в Польше социологического журнала «Przegląd Socjologiczny».

## Биография
Занимался проблемами истории социальных наук, методологии эмпирических исследований, влияния социалистических и коммунистических идей на польское общество.
Занимал пост директора Института социологии при университете Лодзи, руководителя департамента методики социологических исследований.
С 1980 г. — член Независимого профсоюза «Солидарность», был экспертом и советником профсоюзных структур.

## Сочинения
Автор ряда научных трудов и статей, в том числе:
- Ewolucjonizm w etnologii anglosaskiej a etnografia radziecka (1956),
- Вопрос как инструмент социологического исследования / Pytanie jako narzedzie w surveyowych badaniach sociologicznych (1979),
- Strajk studentów łódzkich '81 w świetle analiz socjologicznych (1988),
- Nauka i polskie problemy: komentarz socjologa (1990),
- Metody badań społecznych: wybrane zagadnienia (1994),
- редактор серии: Analizy i próby technik badawczych w socjologii.